# جیسون درولو
جیسون جول دسرولو (به انگلیسی: Jason Joel Desrouleaux) (زادهٔ ۲۱ سپتامبر ۱۹۸۹) که با نام هنری خود جیسون درولو (به انگلیسی: Jason Derulo) شناخته می‌شود، خواننده و ترانه‌سرا آمریکایی است. از زمان شروع حرفه خوانندگی خود در سال ۲۰۰۹، او بیش از ۲۵۰ میلیون تک آهنگ در سراسر جهان فروخته و یازده تک آهنگ پلاتین دارد.
پس از مشارکت و ترانه‌سرایی برای هنرمندان مختلف، درولو با شرکت ضبط بلوگا هایتس که متعلق به تهیه‌کننده کهنه‌کار صنعت موسیقی جی.آر. روتم بود، قرارداد امضا کرد. پس از اینکه بلوگا هایتس بخشی از گروه موسیقی وارنر شد، درولو به یک هنرمند موسیقی تبدیل شد و اولین تک آهنگ خود «چی گفتی» را در مه ۲۰۰۹ منتشر کرد که بیش از پنج میلیون دانلود دیجیتال فروخت، یک گواهی سه‌گانه پلاتین از انجمن صنعت ضبط آمریکا دریافت کرد و در ایالات متحده و نیوزلند به رتبه یک رسید. درولو دومین تک آهنگ خود را با نام «در ذهن من» در دسامبر ۲۰۰۹ و اولین آلبوم استودیویی خود به نام «جیسون درولو» را در ۲ مارس ۲۰۱۰ منتشر کرد. او دومین آلبوم خود را با نام «تاریخ آینده» در ۱۶ سپتامبر ۲۰۱۱ منتشر کرد. این آلبوم، پس از انتشار تک آهنگ شماره یک آن در بریتانیا به نام «نمی‌خواهیم به خانه برویم» منتشر شد. سومین آلبوم جهانی درولو به نام «تتو» در ۲۴ سپتامبر ۲۰۱۳ منتشر شد که بعداً به عنوان سومین آلبوم آمریکایی‌اش، با نام «درتی تاک» تهیه و در ۱۵ آوریل ۲۰۱۴ دوباره منتشر شد. در سال ۲۰۱۵، درولو تک آهنگ خود با نام «برای خودم میخوامت» را منتشر کرد و از انتشار چهارمین آلبوم استودیویی خود با نام «همه چیز هست ۴» خبر داد که در ۲ ژوئن ۲۰۱۵ منتشر شد.
در ژوئن ۲۰۲۰، درولو تک آهنگ «عشق وحشی» را با تهیه‌کننده بیت، جاش ۶۸۵ منتشر کرد. این آهنگ در تیک‌تاک به سرعت ترند، و بعداً توسط بی‌تی‌اس ریمیکس شد که آن ریمیکس به رتبه یک در چارت ایالات متحده رسید و تبدیل به دومین رتبه یک درولو شد. در نوامبر ۲۰۲۰، درولو تک آهنگ دیگری با عنوان «عشق نه جنگ (تامپا بیت)» را با همکاری تهیه‌کننده بیت، نوکا منتشر کرد. این آهنگ از ترانهٔ معروفی در ساوندکلاود با نام «تامپا بیت» الهام گرفته که قبلاً در سال ۲۰۱۸ منتشر و در بیش از ۲۳ میلیون ویدئوی تیک‌تاک استفاده شده بود.

## واژه‌نامه
1. ↑  Beluga Heights Records
2. ↑  Whatcha Say
3. ↑  In My Head
4. ↑  Jason Derülo
5. ↑  Future History
6. ↑  Don't Wanna Go Home
7. ↑  Tattoos
8. ↑  Talk Dirty
9. ↑  Want to Want Me
10. ↑  Everything Is 4
11. ↑  Love Not War (The Tampa Beat)
12. ↑  The Tampa Beat